# Podmurowaniec
Podmurowaniec – kolonia w Polsce położona w województwie łódzkim, w powiecie pajęczańskim, w gminie Pajęczno.
W latach 1975–1998 miejscowość administracyjnie należała do województwa częstochowskiego.
W pobliżu Podmurowańca znajduje się Rezerwat Leśny Murowaniec.